# Aphthona stussineri
Aphthona stussineri es un coleóptero de la familia Chrysomelidae. Fue descrita científicamente por primera vez en 1888 por Weise.